# Філіп Воттс
Сер Філіп Воттс, кавалер ордену Лазні, член Лондонського Королівського Товариства (англ. Sir Philip Watts; 30 травня 1846 — 15 березня 1926) — британський військово-морський архітектор, відомий своїм проєктом революційних ельсвікських крейсерів і HMS Dreadnought.

## Кар'єра
Уоттс був конструктором Адміралтейства з 1870 по 1885 рік і досяг звання головного конструктора.
З 1885 по 1901 рік він був директором департаменту військових кораблів Armstrong Whitworth в Елсвіку (згодом повернувся туди вже як директор компанії в 1912 році); але в 1902 році він був призначений директором військово-морського будівництва в Адміралтействі. Він обіймав цю посаду до 1912 року, коли його змінив Юстас Теннісон д'Ейнкур і став радником Адміралтейства з військово- морського будівництва. Виконуючи цю функцію він відіграв важливу роль під час Першої світової війни.